# روبي موريس
روبي موريس (بالإنجليزية: Robbie Morris)‏ هو لاعب اتحاد الرغبي بريطاني، ولد في 20 فبراير 1982 في Hertford ‏ في المملكة المتحدة.